# 小粒薹草
小粒薹草（学名：Carex karoi）是莎草科薹草属的植物。分布在蒙古、俄罗斯以及中国大陆的河北、内蒙古、山西、辽宁等地，生长于海拔700米至2,900米的地区，一般生于灌木丛中潮湿处、溪旁、河边或沼泽地，目前尚未由人工引种栽培。